# 劉争
劉争（りゅう じゅん、Liu Zheng、1978年 - ）は、中国北京市出身の比較思想学者。

## 概要
北京師範大学外国語学部日本語（教育）学科卒業。2000年に来日、東京大学総合文化研究科の比較文学比較文化研究室にて、神野志隆光教授の指導のもと、山上憶良研究の修士論文を執筆。その後2002年から2004年までNHK国際放送局及びNHK教育チャンネルの中国語番組に出演。東京都に本社を置く大手企業や、自ら北京で立ち上げた翻訳会社の経営などの実務経験を重ねたのち、神戸大学大学院人文学研究科の博士課程に進み、嘉指信雄教授の指導のもとに加藤周一研究の博士論文を執筆、『「例外」の思想——戦後知識人・加藤周一の射程』（現代図書、2021年）として出版され、2023年には中国語版も刊行された。
現在の主たる研究分野は戦後日本思想と近代中国思想。中国の独立系書店・単向街書店の海外初の店舗として2023年にオープンした東京銀座店や、中国のオンライン学術プラットフォーム谓无名などを通して、日本語・中国語での学術発信を行っている。
中国・成都市のM WOODS成都（人民公園館）で行われた坂本龍一展を取材し、美術館関係者とのインタビュー記事を発表した。

## 経歴
- 2013年10月〜2015年3月　神戸夙川大学教員
- 2015年4月〜2019年3月神戸山手大学, 現代社会学部 観光文化学科
- 2019年〜関西国際大学教員

## 主な著書
- 「例外」の思想―戦後知識人・加藤周一の射程（現代図書、2021年）
- “例外”的個体―論加藤周一及其思想（訳：陳詩雨、北京、知識産業出版社、2023年）